# Kaplongan
Kaplongan is een bestuurslaag in het regentschap Indramayu van de provincie West-Java, Indonesië. Kaplongan telt 4655 inwoners (volkstelling 2010).